# Josefinismus

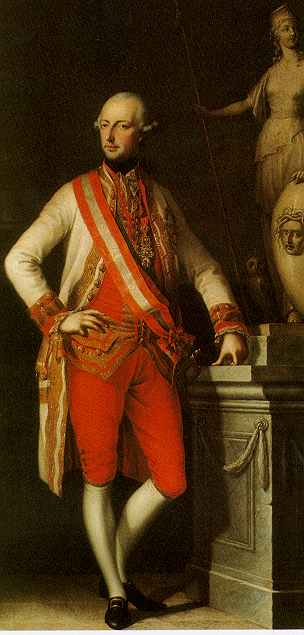
Císař Josef II. (1741–1790)

Josefinismus (podle rakouského císaře Josefa II.) je pozdější historické označení pro rakouskou formu osvícenského absolutismu, tj. osvícenství, prosazovaného prostředky státní moci.

## Pojem josefinismu
V užším slova smyslu znamená souhrn pragmatických a utilitaristických reforem císaře Josefa II., které chtěly celý společenský život racionalizovat, podřídit kontrole státu a tím co nejvíce prospět všem jeho poddaným. V širším smyslu znamená spojení osvícenské myšlenky racionálního uspořádání společnosti s myšlenkou svrchované a neomezené moci státu – diktatury. Stát jako jediný se tak může postarat o zlepšení životních podmínek všech lidí. Někdy se také označuje jako „revoluce shora“. Od francouzského osvícenství se liší tím, že Josef II. chtěl pro své poddané hlavně lepší životní podmínky, že své cíle prosazoval prostředky státní moci a že všechny nezávislé složky společnosti, především v Rakousku většinovou katolickou církev, ale i univerzity, zednářské lóže atd., podřizoval centralistickému státu a jeho účelům.

## Hlavní reformy Josefa II.
Josef se sice stal císařem už po smrti svého otce Františka Lotrinského roku 1765, samostatně však začal vládnout až roku 1780, po smrti své matky Marie Terezie, která na jedné straně jeho reformní snahy brzdila, ale na straně druhé i ona učinila některé kroky, které se dají obecně zahrnout do politiky Josefinismu. Jednalo se např. o zákaz vývozu peněz do zahraničí, omezení poutí a procesí (aby lidé více pracovali), zrušení jezuitského řádu či kontrolu klášterních statků. Josef II. krátce po svém usednutí na trůn roku 1781 omezil možnosti cenzury, kterou převedl  do rukou státu a tak zvaným tolerančním patentem povolil (s jistými omezeními) i protestantské a pravoslavné náboženství. Roku 1782 zrušil řadu diskriminací proti Židům – zákaz některých povolání, zvláštní šaty a daně. Roku 1781 zrušil v Čechách řadu omezení pro nevolníky, protože chtěl velkostatky, obdělávané nevolníky, nahradit drobnými hospodářstvími, která platí nájem a daně. 1783 rozšířil toto opatření na Moravu a roku 1785 i na Uhry.

## Zásahy vůči katolické církvi

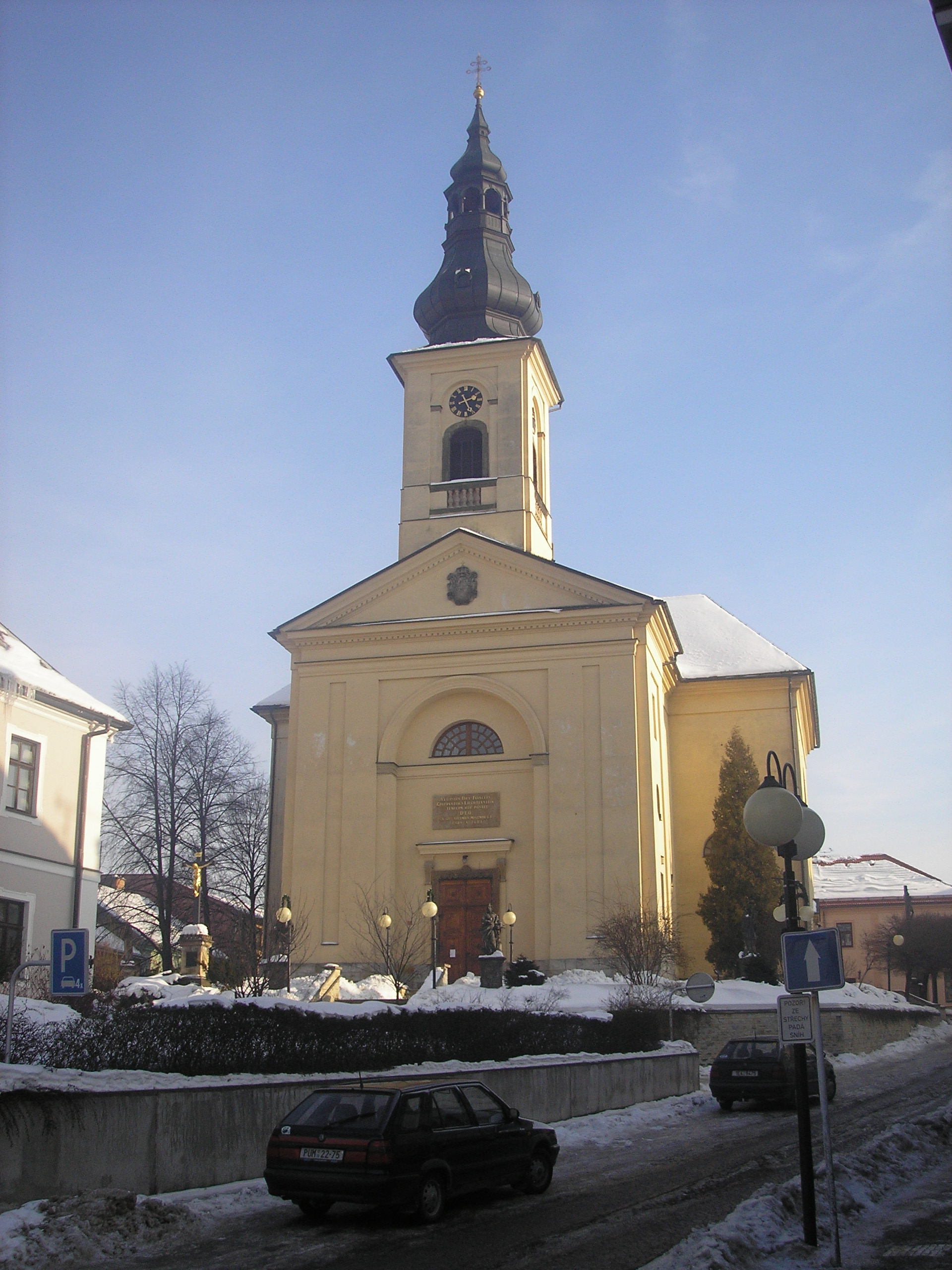
Typický josefinský farní kostel (Česká Třebová)

Náboženství a církve chápal Josef II. jako nástroje k posílení jednoty státu a mravní výchovy. Biskupům zakázal přímý styk s papežskou kurií a zavedl pro ně přísahu věrnosti státu. Zrušil řeholní řády, které dle jeho názoru nevykonávaly žádnou užitečnou činnost, to jest více než polovinu z asi 1200 klášterů v Habsburské monarchii. Jejich majetek soustředil do náboženského fondu, z něhož byli placeni faráři, kteří se tak stali zaměstnanci státu. Klášterní knihy a rukopisy, pokud nebyly zničeny, prodány „za babku“ či rozkradeny, byly odevzdány pražské a olomoucké univerzitní knihovně. Kvůli zrušení klášterů tak např. paradoxně „nepřežilo“ množství knih, které se podařilo uchovat v klášterech v tzv. Době temna v odděleních„ libri prohibiti“. Klášterní statky byly rozprodány, budovy byly přeměněny na kasárny, nemocnice nebo továrny. Josef II. svými nařízeními zrušil „nadbytečné“ kostely a kaple, někdy i starobylé. Např. v Praze jich bylo zrušeno 37, mezi nimi i Betlémská kaple. Naopak zřídil asi 1700 nových far, zejména v chudých a odlehlých oblastech, a to tak, aby každá obec s nejméně 700 lidmi měla faru a nikdo neměl do kostela dál než hodinu cesty. Faráři neměli kázat ani tak o teologických otázkách, jako spíše podporovat lepší zemědělské techniky a podobně. Také byli nuceni oznamovat lidu úřední nařízení a vyhlášky, vést matriky, oznamovat krajským úřadům násilí, bdít nad zdravotním stavem obyvatel obcí atd. Výchovu kněží soustředil císař do šesti státních generálních seminářů a roku 1783 prohlásil sňatky za civilní smlouvy. Ani návštěvou papeže ve Vídni roku 1782 se nenechal oblomit.

## Další reformy
Josef II. zavedl všude němčinu jako úřední jazyk i jako vyučovací jazyk na univerzitách, které zbavil posledního zbytku autonomie a podřídil vídeňskému ministerstvu. Z univerzit se staly vzdělávací ústavy pro budoucí zaměstnance státu (učitele, kněze, úředníky, soudce atd.), kde se učilo podle jednotných učebnic a plánů. Podobná situace nastala i na gymnáziích, z nichž do roku 1773 měli většinu v rukou jezuité. Po zrušení tohoto řádu klesl počet gymnázií v Čechách z 42 na 13 a na Moravě z 15 na 7. I na gymnáziích se dle reforem Josefa II. muselo učit pouze německy, stejně tak jako na tzv. hlavních školách, které byly zřízeny v krajských a větších městech. (To mělo za následek, že když se v Praze sešli na Slovanském sjezdu v roce 1848 Slované z celé monarchie, domlouvali se vyučovacím jazykem, a K. H. Borovský napsal, že „Slované se mezi sebou nejlépe domluví po německu“). Česky bylo dovoleno vyučovat pouze na základních triviálních školách, které byly většinou na venkově a v menších městečkách. Z hygienických důvodů zakázal Josef II. pohřbívání v obcích, ale zákaz pohřbívání v rakvi, kterou měl nahradit lacinější pytel, vyvolal takový odpor, že jej musel vzápětí zrušit. Roku 1784 nechal převézt uherskou korunu z Prešpurku (dnešní Bratislavy), tehdy hlavního města Uher, do Vídně, aby zdůraznil jednotu unitárního státu. Zrušil také trest smrti, protože považoval za užitečnější, aby trestanci pracovali, a vybudoval jednotnou státní policii (včetně tajné policie). Nařídil, že psi musí být na vodítku, zakázal korzety a řadu dalších zbytečných věcí. Před svou smrtí sice některé zásahy zmírnil, přesto byl zejména ve Vídni upřímně nenáviděn a osvícenec Pelcl popisuje, jak vídeňské davy jásaly pří zprávě o jeho úmrtí. Další oslabení josefinských reforem nařídil jeho nástupce Leopold II., základní centralistický model však v Rakousko-Uhersku zůstal.

## Josefinismus v českých zemích
Přes všechny přehmaty byl josefinismus důležitým krokem k modernizaci zastaralého rakouského státu a patrně největší význam měl právě pro české země, kde byl také nejdůsledněji uplatněn. Přinesl především uvolnění nevolnického stavu, což umožnilo vznik průmyslu a prudký růst měst. Do měst tak přicházel z venkova český živel, který se podařilo obrozencům oslovit a získat pro národní myšlenku. Racionalistická myšlenka jednotného státního jazyka byla v jejich očích útokem na národní identitu, proti němuž postavili oživení české kultury. V českých zemích patrně také josefinismus nejdéle přežíval, a to i v době, kdy v zemi už vládl romantismus. Dokonalou ukázku josefinské absolutistické utopie představuje Bolzanův spis O nejlepším státě, psaný po roce 1840.